# Eogyrinus
Eogyrinus (Altgriechisch eos = Morgendämmerung, gyrinos = Kaulquappe) mit der einzigen Art Eogyrinus attheyi ist eine, taxonomisch umstrittene, Gattung der „Anthracosauria“ oder „Embolomeri“, einer Gruppe urtümlicher Wirbeltiere aus der Stammgruppe der Tetrapoda. Fast alle Funde stammen aus dem Karbon von Northumberland, Nord-England und wurden von dem Kohlenarbeiter, Handwerker und Amateur-Paläontologen Thomas Atthey gefunden, dem zu Ehren die Art benannt wurde. Heute wird Eogyrinus attheyi meist in die Gattung Pholiderpeton (mit der einzigen anderen Art Pholiderpeton scutigerum Huxley, 1869) gestellt. Die Art wurde von dem englischen Zoologen und Paläontologen Alec Leonard Panchen umfassend untersucht und rekonstruiert.

## Beschreibung
Von der Art liegen recht zahlreiche Funde vor. Ein Exemplar, von Alfred Romer als Lectotyp festgesetzt, umfasst einen vollständigen Schädel, benachbart zu einer Reihe von Wirbeln und Rippen, einem Oberschenkelknochen und verschiedenen Schuppen, die man wegen der Lage einem Individuum zuordnet. Daneben liegen ein weiterer vollständiger und verschiedene fragmentierte Schädel, ein noch artikulierter Abschnitt einer Wirbelsäule und verschiedene isolierte Knochen, Hautschuppen und Fragmente vor. Vollständig artikulierte Skelette, oder wesentliche Teile von solchen, liegen nicht vor. Neben den Funden aus Northumberland werden isolierte Funde aus Fenton, Staffordshire und Newarthill, Lanarkshire der Art zugeschrieben. 
Eogyrinus attheyi war ein großes Tier mit vage krokodilähnlichem Habitus, es wird eine gesamte Körperlänge zwischen vier und fünf Meter abgeschätzt. Wie typisch für die Embolomeri, war der Schädel massiv verknöchert mit zahlreichen, kräftigen Zähnen. An den erhaltenen Fossilien ist er in der Regel in dorsoventraler Richtung tafelartig plattgedrückt, war aber am lebenden Tier gewölbt. Am Schädel sind alle Knochen des Grundbauplans der Tetrapoden erkennbar, neben zwei großen Augenfenstern ist auf der Stirn eine kleine Öffnung für das Pinealorgan erkennbar. Der Oberkiefer (Palatoquadratum) war über ein Gelenk gegenüber dem Hirnschädel beweglich. Zusätzlich zu den Zähnen in Ober- und Unterkiefer war der Gaumen durch mehrere Paare großer Zähne bezahnt. Pro Wirbelsegment war nicht ein, sondern zwei etwa gleich große Wirbelkörper vorhanden. Es werden 39 oder 40 Wirbel rekonstruiert. An den Schwanzwirbeln saßen vermutlich lange Fortsätze (durchgehend schlecht erhalten), die, wie bei verwandten Arten, einen dadurch abgestützten Rudersaum nahelegen. Die Körperoberfläche war durch dicht sitzende Hautschuppen bedeckt. Die distalen Teile der Extremitäten sind nicht erhalten. Für die Art wird eine schwimmende Fortbewegung durch schlängelnde Seitwärtsbewegung von Rumpf und Schwanz rekonstruiert, die wohl durch einen breiten Flossensaum am Schwanz unterstützt wurde. Anhand der Bezahnung gilt räuberische Ernährung als sicher.

## Fundumstände und Lebensraum
Fast alle Funde stammen aus dem Kohlenbergwerk Hannah Pit in South Newsham, etwa einen Kilometer südlich von Blyth, Northumberland. Die Funde wurden etwa zwischen 1860 und 1880 durch den Amateur-Paläontologen Thomas Atthey, der in dem Bergwerk arbeitete, entdeckt. Sie stammen aus einem schwarzen Schiefer mit Pyrit-Einschlüssen unmittelbar über dem Haupt-Kohlenflöz. Die liminischen Sedimente werden ins Westfalium, einen Zeitabschnitt des Pennsylvanium (früher: Oberkarbon) gestellt. Rekonstruiert wird ein Süßwassersee mit sauerstofffreiem Tiefenwasser, vermutlich eine trogartige Eintiefung von ca. 8 Kilometer Länge. Neben den Tetrapoden wurden in den Sedimenten fossile Quastenflosser von bis zu 6 Meter Länge entdeckt, was auf ein recht ausgedehntes und tiefes Gewässer verweist. Funde von sicher landlebenden Formen fehlen vollständig. Pflanzenfossilien, die mit den Wirbeltierfossilien zusammen auftraten, umfassen etwa die aus Kohlenlagerstätten fast weltweit gefundenen Gattungen Sigillaria, Lepidodendron und Calamites, die vermutlich am Ufer wuchsen.

## Taxonomie und Systematik
Die Funde wurden nach der Entdeckung zunächst irrtümlich der Art Anthracosaurus russellii zugeschrieben. Im Jahr 1912 wurde das Material von David Meredith Seares Watson neu untersucht und zunächst der Gattung Pteroplax zugeschrieben. 1926 trennte er dann die größeren Exemplare als eigene Art in die neue Gattung Eogyrinus ab. 1987 bemerkte die englische Paläontologin Jennifer Alice Clack bei der Neubearbeitung eines weiteren fossilen Antharcosauriers, Pholiderpeton scutigerum, dass dieser Eogyrinus attheyi in fast allen Merkmalen stark ähnelt, die verbliebenen Unterschiede schätzte sie als zu gering ein, um getrennte Gattungen zu rechtfertigen. Sie stellt die Art daher, als Pholiderpeton attheyi, in diese Gattung. Pholiderpeton wurde bereits 1869 durch Thomas Henry Huxley beschrieben und besitzt damit Priorität. Folgt man, wie die meisten Fachleute, dieser Auffassung, ist eine eigenständige Gattung Eogyrinus nicht mehr gerechtfertigt.
Beide Arten werden in eine Familie Eogyrinidae gestellt. Dieser Name, der sich auf eine möglicherweise nicht mehr gültige Gattung stützt, bleibt nach den zoologischen Nomenklaturregeln auch bei einer Umkombination unverändert. Die Familie Eogyrinidae im Sinne von Clack umfasst außer diesen beiden Arten die Arten Palaeoherpeton decorum (Watson), Eobaphetes kansensis Moodie, Leptophractus obsoletus Cope, Neopteroplax conemaughensis Romer und Neopteroplax relictus Romer. Als Schwestergruppe der Eogyrinidae gilt meist die Familie Anthracosauridae mit der einzigen bekannten Art Anthracosaurus russelli Huxley, 1863.
Die Art wird, wie die gesamte Gruppe, meist in populären Darstellungen den Amphibien zugeschrieben. Ob sie tatsächlich zur Stammgruppe der rezenten Amphibien (Taxon Lissamphibia) gehört, ist aber eine offene Frage. Alternativ stellen zahlreiche Forscher sie auch mit den sogenannten Reptiliomorpha in die Stammgruppe der Amnioten. Einige sehen sie basaler, in der Stammgruppe der Tetrapoda insgesamt. Wichtig für die Zuordnung ist etwa ihr Verhältnis zu den Seymouriamorpha.